# 레인지 후드

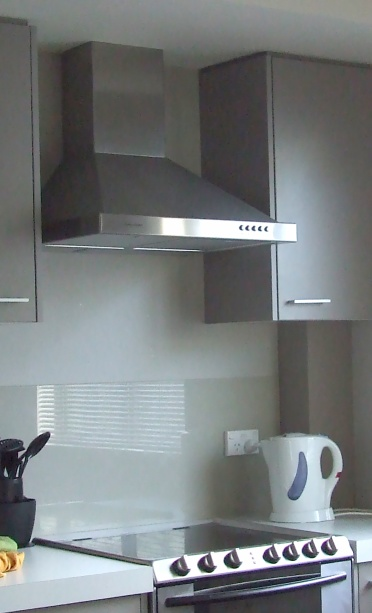
레인지 후드.

레인지 후드(영어: Kitchen hood, exhaust hood, 또는 range hood)란 주방의 가스레인지 또는 전기레인지 위에 매달려있는 현대적인 주방 장비이며, 주로 실내 조리 과정에서 생성된 냄새나 수증기를 배출하거나 정화시키는 기기이다. 대부분의 경우 외부로 공기를 내보내지만 일부는 공기를 주방으로 재순환시킨다. 상업용 기기는 종종 화재 진압장치와 함께 사용되어 화재로 인한 연기를 배출하는 기능도 겸한다.

## 같이 보기
- 퓸 후드